# Arquitectura románica en el Lacio y en Roma
La arquitectura románica en el Lacio y en Roma abarca un período de construcciones desde 1073 hasta 1227 y tiene sus características propias que la distinguen de las producciones románicas del resto de Italia. De hecho, si se tomaran en cuenta sólo los elementos más emblemáticos de la arquitectura románica europea y con ellos se hiciera una lista de aplicaciones en la zona del Lacio no quedarían más de cinco iglesias. 
Los elementos más originales son el uso de pórticos) unido a la disponibilidad de diversas clases de mármol que fueron usados para relacionar el elemento constructivo con el utilitario según las necesidades litúrgicas. 
PIA
Durante el pontificado del Papa Pascual II (1099-1118) se dio un periodo de 
numerosas construcciones y reconstrucciones a partir de las viejas basílicas
romanas. Las iglesias romanas de fines del siglo XII 
tenían como base la planta basilical con hilos de columnas unidas 
por arcos, un presbiterio elevado y 
un solo ábside. Las 
pilastras servían para dividir en tres las naves. La elevación del presbiterio y en ocasiones también de toda la nave central ha dado lugar a discusiones para explicar si se trata de influencia del monasterio de Montecassino o de una práctica común en las basílicas de la antigüedad. 

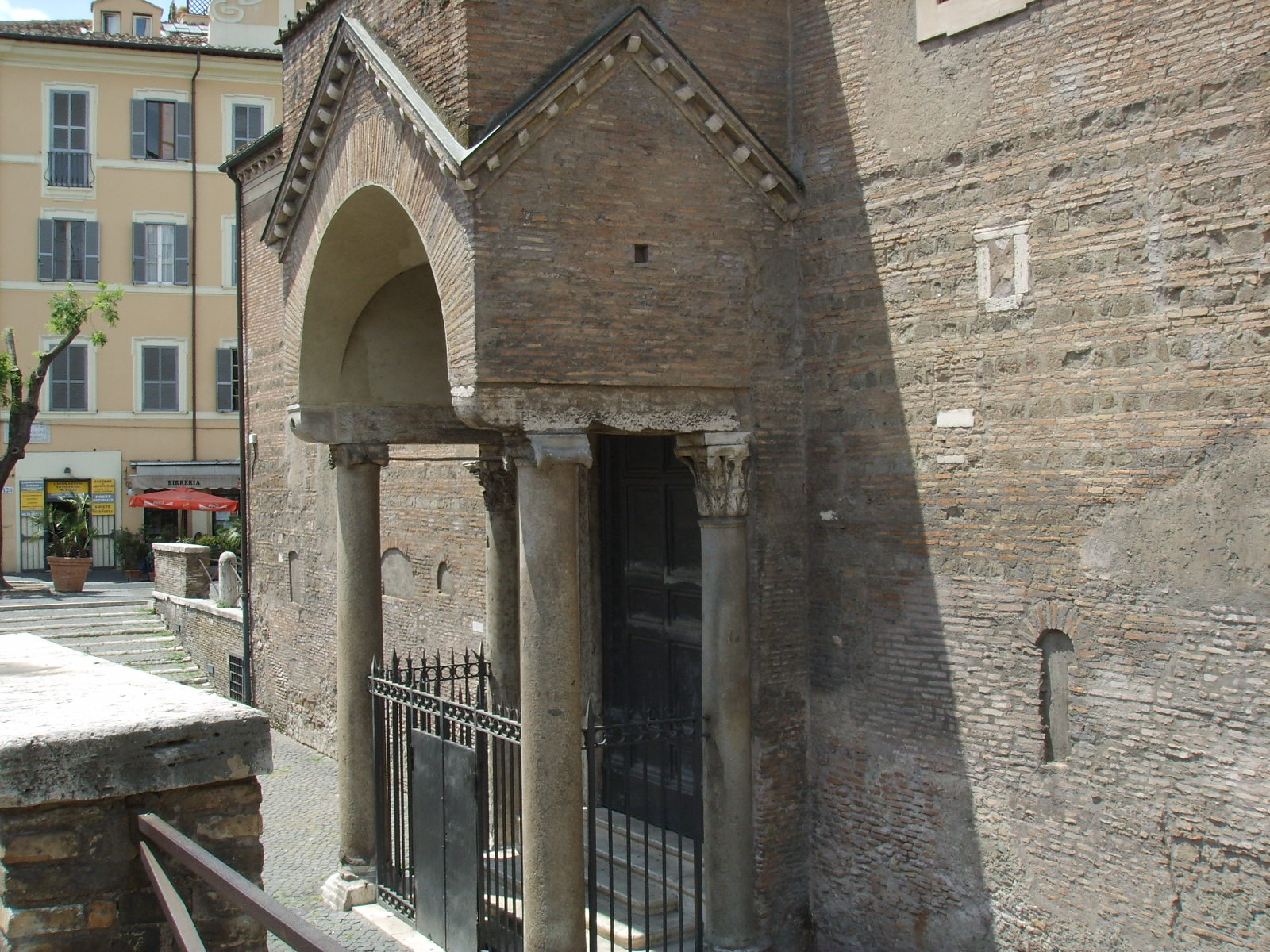
Prótiro de la Basílica de San Clemente de Letrán.

Otros elementos propios son la presencia del prótiro y del nártex. El prótiro podía estar separado como en las iglesias de San Clemente o de Santa Práxedes o unido al pórtico como en la basílica de Santa Maria in Cosmedin. 
El campanario es una novedad. Según se puede contemplar en pinturas de la época, eran cientos de campanarios con ventanas amplias y revestidas de ladrillos y mármol o cerámica.
También se usó material de despojo de otras construcciones. Por ejemplo, en la basílica de Santa Maria in Cosmedin se tomaron piezas de las Termas de Caracalla. El uso nuevo que se daba a estas partes tomadas de otros edificios clásicos obligaba a una reelaboración y también a la imitación de tales estilos para que el conjunto fuera más unitario. Así se explica el uso de columnas con capiteles jónicos en la basílica de los Santos Juan y Pablo. Se reutilizan también materiales propios de Roma como los ladrillos bipedales (de dos pies de largo) en las arquivoltas de arcos y ventanas.